# 短梗烟堇
短梗烟堇（学名：Fumaria vaillantii），为罂粟科烟堇属下的一个植物种。